# (200283) 1999 YG10
(200283) 1999 YG10 es un asteroide perteneciente al cinturón de asteroides descubierto el 27 de diciembre de 1999 por el equipo del Spacewatch desde el Observatorio Nacional de Kitt Peak, Arizona, Estados Unidos.

## Designación y nombre
Designado provisionalmente como 1999 YG10.

## Características orbitales
1999 YG10 está situado a una distancia media del Sol de 2,723 ua, pudiendo alejarse hasta 2,853 ua y acercarse hasta 2,594 ua. Su excentricidad es 0,047 y la inclinación orbital 7,473 grados. Emplea 1642,01 días en completar una órbita alrededor del Sol.

## Características físicas
La magnitud absoluta de 1999 YG10 es 16. 